# Lagudera
Lagudera (gr. Λαγουδερά) – wieś w Republice Cypryjskiej, w dystrykcie Nikozja. W 2011 roku liczyła 84 mieszkańców.